# Ottův pavilon
Ottův pavilon se nachází v obci Kyselka v bývalých lázní Lázně Kyselka poblíž Karlových Varů. Jejich největší rozkvět probíhal za života Heinricha Mattoniho, kdy také v roce 1898 došlo i ke stavbě této budovy.

## Původní kolonáda

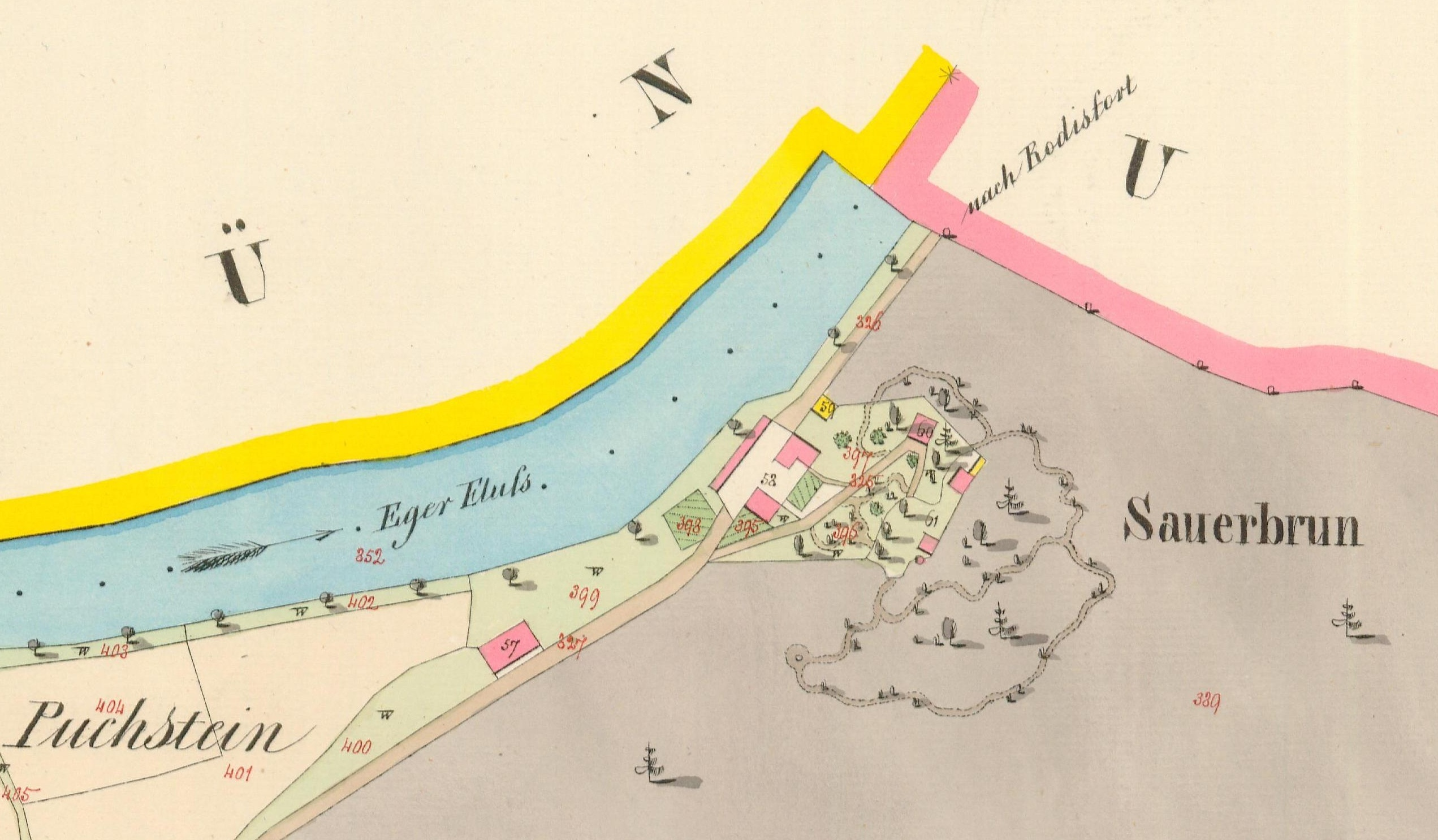
Kyselka na císařských povinných otiscích map stabilního katastru Čech 1 : 2 880 v letech 1824–1843, tedy před stavbou Ottova pavilonu.

První zmínka o léčivých pramenech v Kyselce sahá až do 16. století, nicméně jejich blahodárné účinky musely být využívány i mnohem dříve. Jeden z prvních důležitých kroků pro rozvoj místa nastal během 18. století, kdy za hraběte Johanna Josefa Stiebara začalo docházet ke stáčení pramenů do kameninových láhví, k čemuž sloužila výrobna lahví postavená poblíž pramene. Rozvoj vývozu minerální vody přišel po roce 1829, kdy panství patřilo Wilhelmovi von Neubergovi, jemuž můžeme přisoudit i založení lázní. Své výhody i nevýhody měla poloha blízko dalších lázní, Karlových Varů, které Lázním Kyselka sice pomáhaly zajišťovat hosty, ale ti zároveň tam častokrát byli posíláni jen v rámci krátkých výletů, zatímco hlavní léčba probíhala na doporučení lékaře přímo ve větším lázeňském městě.

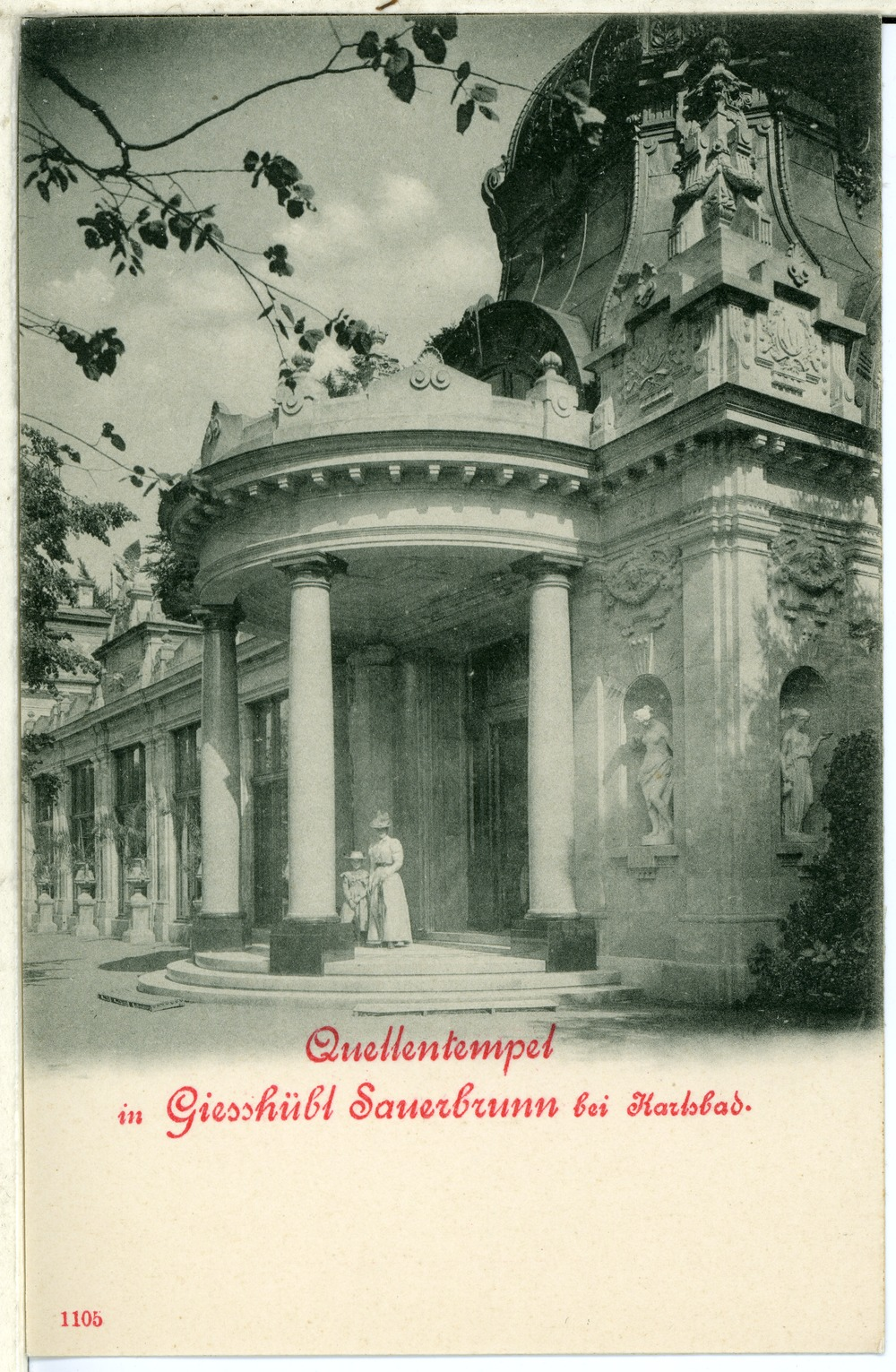
Ottův pavilon na dobové pohlednici z roku 1899

Rozhodnutí pro stavbu Ottovy kolonády úzce souviselo s návštěvou řeckého krále Oty I., který se 23. srpna 1852 přijel podívat do Kyselky (při pobytu v Karlových Varech) k tamnímu hlavnímu léčebnému pramenu. Toto zřídlo pak bylo po tomto řeckém králi s jeho svolením čestně pojmenováno, Ottův pramen. Panovníkovi evidentně pramen zachutnal, protože si domů do Athén objednal 450 džbánků.
Již za rok, konkrétně 23. září 1853, byla na tomto místě s velkou slávou otevřena kolonáda, jejíž autorství bývá připisováno Bernhardovi Grueberovi. Dokládají to i paměti hraběte Wilhelma von Neuberga. Tento bavorský architekt totiž od roku 1845 působil v Čechách, a navíc se v tomto období účastnil přestavby nedaleko stojícího Horního hradu (Hauštejn). Na stavbě vedle stojícího Lázeňského domu se následně projevilo jeho zaujetí pro windsorskou gotiku. Během dalšího roku byla kolonáda doplněna o kruhový reliéf s panovníkem. Poblíž Ottova pramene bývala známým prvkem osmiboká váza.
Počátek dalšího rozvoje v Kyselce lze vidět od roku 1867 v souvislosti s tím, když si od tehdejšího majitele panství hraběte z Neubergu pronajal prodej kysibelské kyselky obchodník Heinrich Mattoni. Tento rok proto bývá brán do souvislosti se založením firmy Mattoni. V podnikání se Mattonimu dařilo, a tak roku 1873 přistoupil ke koupi Kyselky od dalšího majitele, hraběte Heřmana Černína, a začal lázně ještě víc zvelebovat a propagovat. A nebyl sám, lázně i prameny ve svých dílech chválil i věhlasný lékař Josef Löschner.
V souvislosti s čím dál větším úspěchem lázní vzniklo v tomto areálu během následujících zhruba dvaceti let několik nových budov, které spojoval podobný styl. A mezi nimi nechyběl ani nový pavilon Ottova pramene, který se poprvé objevil na zastavovacím regulačním plánu, který v roce 1874 vypracoval Theodor Zenker.

## Architektonická soutěž

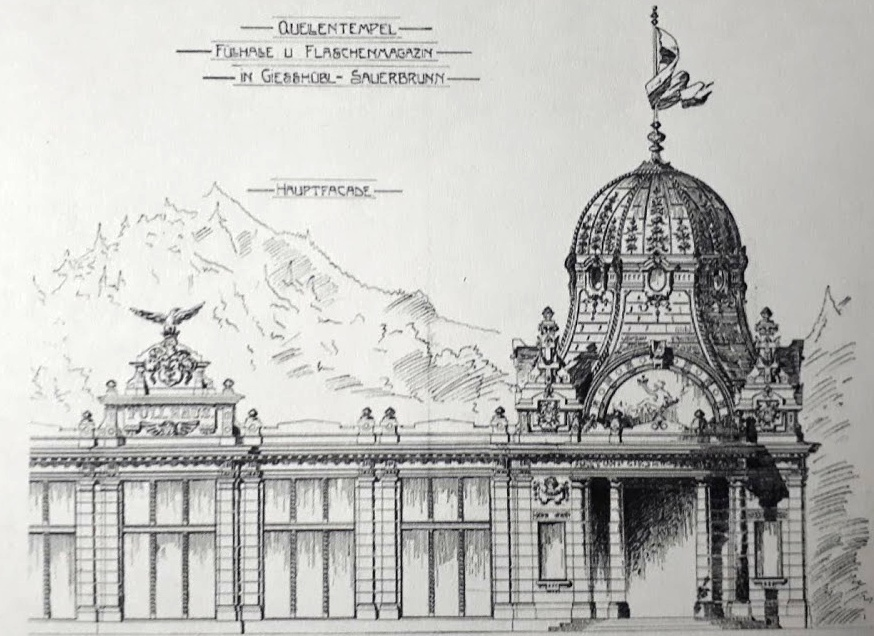
Realizovaný projekt, plán patrně od Haybäcka

Pro výstavbu nového pavilonu nad hlavním zřídlem měl být autor bude vybrán za pomocí architektonické soutěže. Ta byla zveřejněna 1. ledna 1897 v časopise Wiener Bauindustrie-Zeitung. V jejích podmínkách bylo uvedeno mnoho detailů, například to, že přáním je vytvoření „chrámu“, jehož součástí bude i hala, stáčírna a plnírna láhví. Dále že celá budova se má svým vzhledem začlenit do okolní přírody a také, že celková suma by neměla přesáhnout 50 000 zlatých. Soutěž nezůstala bez odezvy a zareagovali na ni tehdy velké osobnosti z řad architektů, dorazilo 23 projektů. K jejímu vyhodnocení byla sestavena porota, kterou tvořili stavební rada prof. architekt Julius Deininger, c. k. komerční rada architekt a stavitel Karl Schlimp a nechyběl ani samotný Mattoni.  Dne 20. května bylo v časopise zveřejněno vyhodnocení, které bylo pozoruhodné tím, že nebylo uděleno první místo. Důvodem byla nepřipravenost projektů k okamžité stavbě, nejspíš kvůli nadměrnému finančnímu zatížení. O druhé místo, odměněné finanční hotovostí 900 korun, se podělili dva účastníci, šlo o dvojici Theodor Schreier a Ernst Lindner s projektem Qui si sana a Alberta Hanse Pecha s projektem Trink Giesshübler. Kromě odměněných druhou a třetí cenou bylo ovšem doporučeno, aby se přikoupily i další dva projekty, a to od Roberta Raschka a Petera Paula Branga, přičemž ten Brangův projekt byl nejvíce podobný původní kolonádě od Gruebera. Nakonec bylo přistoupeno k tomu, že finální projekt dostal na starosti dvorní architekt Mattoniho Karl Haybäck, který se měl nejspíš inspirovat zakoupenými plány a vymyslet vlastní a méně nákladný.

## Stavba nového pavilonu
Heinrich Mattoni byl mužem, který se díky svému obchodnímu talentu dokázal vypracovat až do nejvyšších míst poblíž rakouského císaře Františka Josefa I. Jako c. k. dvorský dodavatel se seznámil s mnoha významnými lidmi, včetně architekta Haybäcka. Tento zcestovalý rakouský architekt pracoval pro Mattoniho již od roku 1890, což je se odráží i v samotné Kyselce, kde se stal autorem několika budov, např. Villu Saxonia, Stallburg, Vilemínin dvůr.
O samotném Mattonim je také známo, že často cestoval po lázeňských místech Evropy, a to společně se svými architekty. Hledali inspiraci a nápady, které by šly aplikovat i v jeho lázních.
Pro inspiraci k Ottovu pavilonu ale nemuseli cestovat daleko, nalezli ji přímo ve Vídni. Haybäckovi se podařilo splnit všechny Mattoniho požadavky a 17. ledna 1898 představil plán pro nový Ottův pavilon. Ten vycházel, jak bylo zamýšleno, ze soutěžních plánů - nejvíc byl vidět vliv Schreiera a Lindnera. Avšak také lze vidět podobnost s pavilonem, který reprezentoval firmu Mattoni v roce 1873 na světové výstavě minerálních vod. Stavba tohoto pavilonu, která zahrnovala kolonádu, stáčírnu i plnírnu lahví, pak byla zahájena ještě v roce 1898, což dokládá i datum poblíž vstupu.

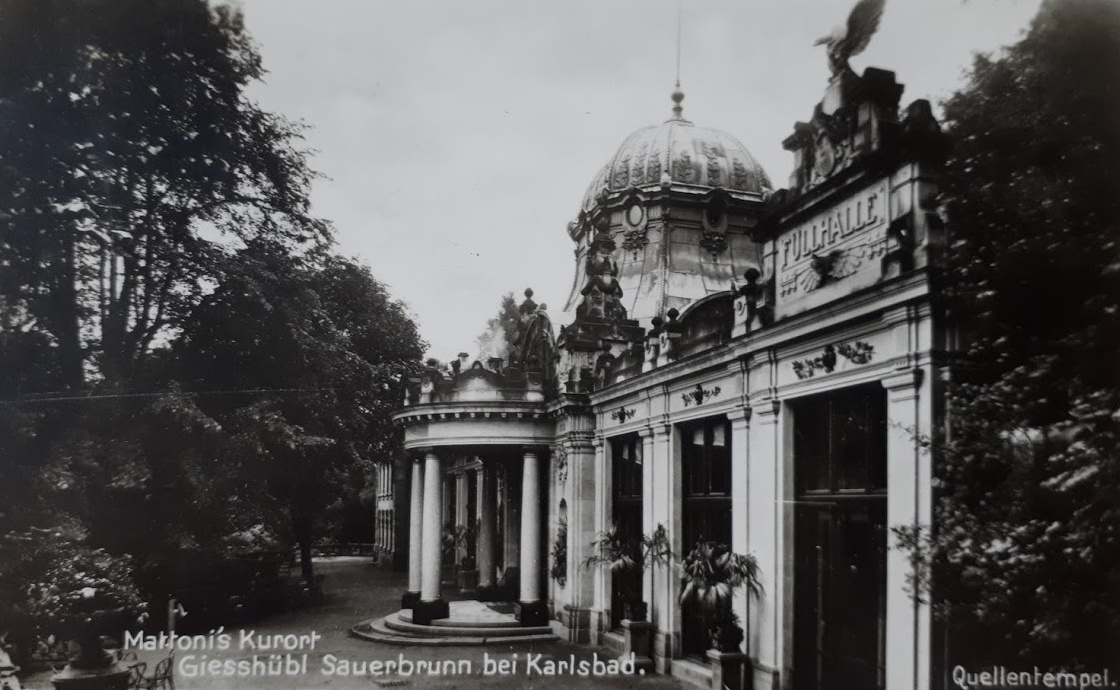
Pohled na Ottův pavilon v době největší slávy na dobové pohlednici

Za stavební materiál byl zvolen mramor, pískovec a leštěná žula. Stavbu ovlivnilo hned několik slohů – novobarokní, secesní, kubistický a novoklasicistický. Nelze si nevšimnout ani antických vlivů. Vztah Mattoniho k Vídni pak dokresluje báň nad pramenem, která je replikou té nad Michaelskou bránou Hofburgu.
Samotný hlavní pavilon je postaven na čtvercovém půdorysu. Obvodové stěny byly vyzděny plnými cihlami, které doplňují pískovcové kvádry a články. Obvodový plášť je z pískovcových kvádrů, které oddělují nárožní toskánské pilastry. Nad korunní konzolovou římsou s klaím jsou ozdobou nad pilastry kapky s letopočty. Nad římsou zasahují do nároží dva pylony, kde jsou ve spodní části kruhové terčíky s písmenem M. Vstup tvoří sloupový portikus na půlkruhovém půdorysu. Jsou zde čtyři sloupy z načervenalého granitu zakončeny toskánskými hlavicemi s kladím a konzolovou římsou. Portikus završuje atika z pískovce s pilířky a palmetami. Vcházelo se dvoukřídlými zdobnými skleněnými dveřmi s nadsvětlíkem, jejichž součástí byly i dřevěné dveřnice. Mramorovanou podlahu u vstupu dotváří ve středu písmeno M. Interiér byl vyzdoben umělým barevným mramorem (červená, bílá, okrová, šedá). Střecha pavilonu je tvořena dvouetážovou helmicí, polygonální báň, jejíž dřevěnou konstrukci dříve zakrýval zdobný měděný plech. Báň prolomovaly půlkruhové výseče oken, které zdobily vitrážové výplně. V roce 2013 prošla tato vitráž rekonstrukcí a po dokončení opravy Ottova pavilonu ji čeká návrat na původní místo. Tvoří ji jak původní části nalezené přímo v této budově a v karlovarském muzeu, tak i nové vyrobené v německém Waldsassenu. A to z toho důvodu, že zdejší sklárna vyráběla už v době stavby pavilonu. Celková částka za opravu vitráže se vyšplhala na  250 000 Kč.

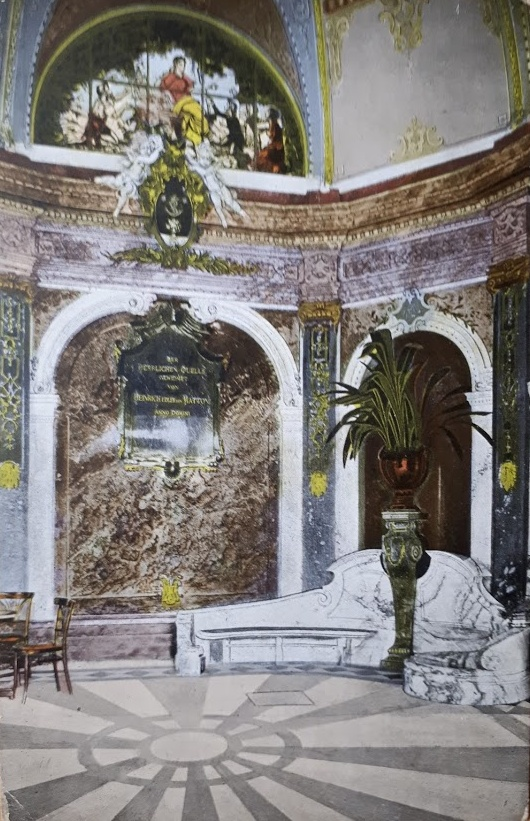
Interiér Ottova pavilonu v dobách největší slávy na dobové pohlednici

Oproti původním plánům dvojice Schreiera a Lindnera došlo k pozměnění vstupního portikusu, ale nebylo přistoupeno k pozmění kompozice hmot jako celku ani architektonických prvků. Socha bohyně Hygeiy, která měla být dominantou báně, byla v novém plánu vystřídána skromnější hrotnicí.
Co se týkalo kolonádní haly s plnírnou lahví, tak v Haybäckovu plánu bylo vidět, že se inspiroval i od Branga. Pro práci bylo důležité světlo, a proto sem byly zasazeny velké okenní otvory, které zdobily sdružené toskánské pilastry, nad nimiž byl triglyf, a také je dotvářela zalamovaná atika s pilířky. Nad vstupem byl vytvořen dvouetážový edikulový štít s nápisem FÜLLHALLE, nad nímž se tyčila Mattoniho orlice. Ta byla nejprve jednou z částí znaku rodiny Mattoni, ale posléze se dostala i do znaku samotné firmy. U zřídla byly láhve naplněny Hechtovým stáčecím strojem a rovnou došlo i ke strojovému zazátkování. Láhve byly následně odvezeny za pomocí lanovky do provozní budovy, kde byly doplněny o etiketu a cínový uzávěr. Poté proběhla kontrola a láhve byly předány do beden vyplněných slámou a odeslány po železnici či silnici.
V roce 1901 byl Carlem Ottitzkym z Vídně vytvořen mramorový model kolonády Ottova pramene. A ten byl následně vystaven jako hlavní lákadlo na vídeňské výstavě lázeňských měst c. k. monarchie.
Během roku 1910 bylo z provozních důvodů přistoupeno k tomu, aby byla k pavilonu z boku přidána nová budova. Šlo o rozšíření plnírny lahví. Není divu, protože jen v tomto roce firma Mattoni vyvezla deset milionů lahví. Zanedlouho poté začala první světová válka a lázně čekal útlum. Poslední stavební rozvoj v Lázních Kyselka proběhl roku 1944 a byl navázán na Jindřichův dvůr.

## Stav po druhé světové válce

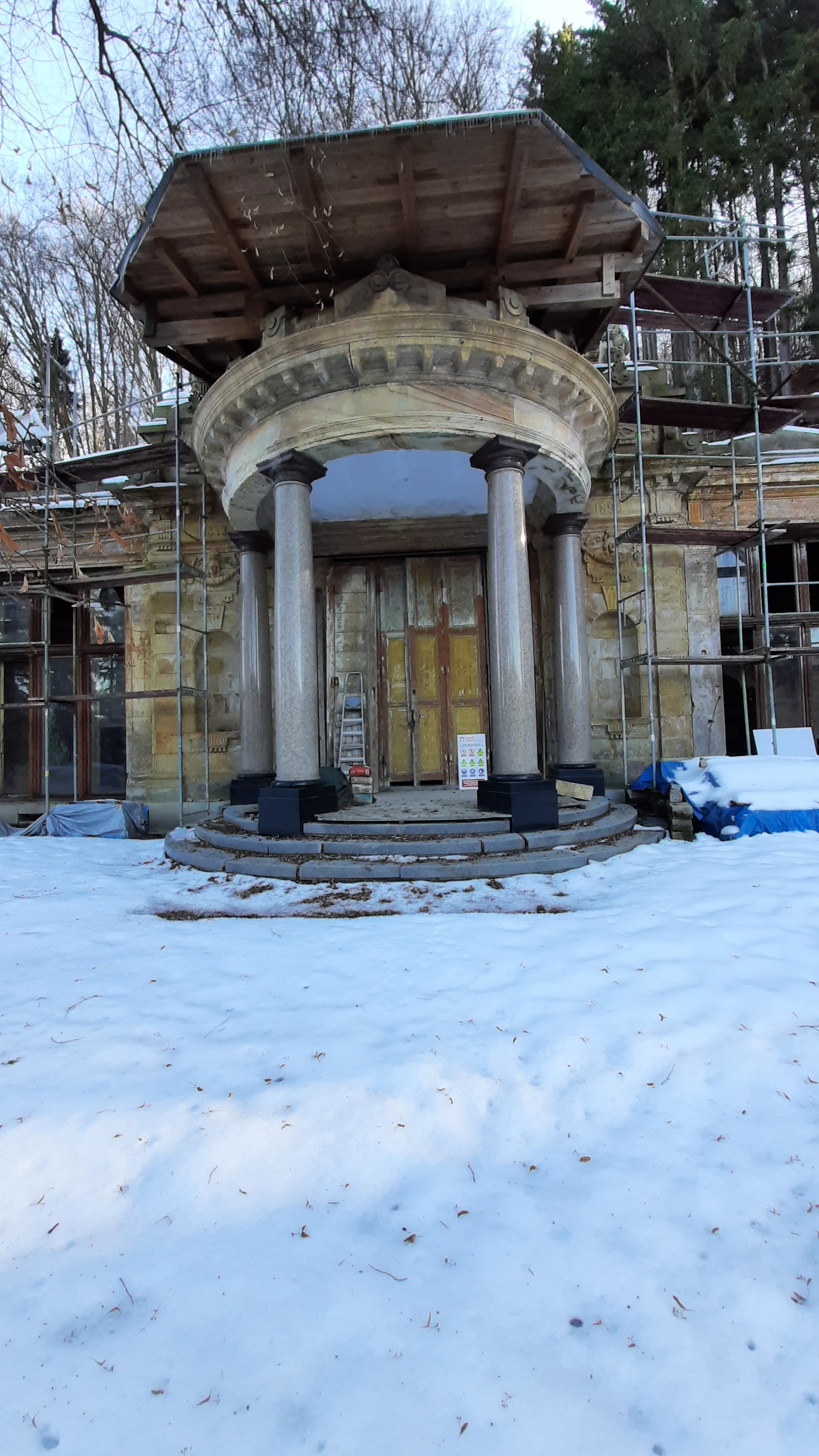
Probíhající rekonstrukce Ottova pavilonu

Po ukončení druhé světové války byla firma Mattoni zestátněna a provozovatelem se stala firma Západočeská zřídla.
Po roce 1950 se začal využívat tento prostor jako kinosál, proto zde byla vytvořena příčka, která měla schovat přívody topení a vyčlenit promítací kabinu. Využívání zdejších lázeňských služeb celého areálu postupně upadalo a po roce 1970 se zde již věnovali pouze dětem, které jsem přijížděli na preventivní léčebné kúry. Po roce 1989 lázeňská funkce kvůli reorganizaci lázeňské péče a nepovedené privatizaci skončila úplně. Akciová společnost Karlovarské minerální vody se zaměřila jen na zmodernizování stáčecího závodu, hlavní náplň jejího podnikání.
Samotný lázeňský areál čekalo střídání majitelů, což k jejich rozvoji rozhodně nevedlo. Od roku 1992 do roku 2002 se vlastnictví vystřídali čtyři osoby, z nichž některé tvrdili, že mají pro bývalé lázně velké plány, nicméně k jejich realizaci nedošlo a na budovách se čím dál víc projevoval zub času. V letech 2004 až 2006 došlo k dražbám, v rámci jedné z nich areál za 16,5 milionů koupila společnost C.T.S. Duo (v současnosti Revitalizační investiční společnost). Během roku 2011 Ministerstvo kultury České republiky odmítlo, aby se z objektů sejmula památková ochrana.
V roce 2013 byla založena obecně prospěšná společnost Lázně Kyselka, která si za cíl zvolila postupnou opravu budov v areálu.  V roce 2014 tak odstartovala i oprava Ottova pavilonu. Nicméně organizace ASKORD (Asociace sdružení pro ochranu a rozvoj kulturního dědictví CŘ) je v roce 2015 obvinila, že svou práci neprovádí dostatečně a vyzvala karlovarský magistrát, aby této společnosti o. p. s. Lázně Kyselka nařídil mimo jiné zastřešení Ottovy kolonády. Ve stejném roce byly při rekonstrukci oznámen zajímavý objev kolorovaných dlaždic. Byly nalezeny při likvidaci přizdívky. Jsou na nich různé motivy, například poděkování architektovi Haybäckovi a důležitá místa Rakousko-Uherské monarchie. Další fragmenty dlaždic pak byly nalezeny pod bývalým pódiem z moderní doby. A do budoucna existuje možnost, že se dlaždice na své původní místo vrátí.
Během rekonstrukce střechy v roce 2019 se musely kvůli napadení dřevomorky odstranit původní krovy. Na práce byla povolána specializovaná firma z Litoměřic, která se zaměřuje na historické památky. Na celou akci dohlíželi památkáři. Finančně se podílel i český stát, a to díky dotačnímu programu ministerstva kultury Záchrana kulturního dědictví.
V článku z roku 2015 bylo uvedeno, že do dvou let bude rekonstrukce pavilonu dokončena. Nicméně práce nejsou dokončeny ani na začátku roku 2021.
Podobné lázeňské budovy lze spatřit v Budapešti ve Széchenyiho lázních, které navrhl Győző Czigler.